# Релативизъм
 Тази статия е за философското понятие.  За физическото вижте теория на относителността.  
Релативизмът не е самостоятелна доктрина, а по-скоро система от схващания, обединени от позицията, че такива категории като знанието, морала и поведението са свързани и зависещи от нещо друго (например културата, историческия момент и езика). Според релативизма истината и моралът са относителни и трябва да се разглеждат само от гледна точка на историческия контекст и преобладаващите принципи и норми.
В етиката релативизмът е противоположен на абсолютизма. Докато абсолютизмът отстоява схващането, че съществуват универсални етични стандарти, които са непреклонни и абсолютни, релативизмът твърди, че етичните норми се променят и различават от епоха на епоха и в различните култури и ситуации. Може да се нарече и епистемологичен релативизъм – отричане на абсолютните стандарти за преценяване на истината.
Друга разновидност на релативизма е културният релативизъм – схващането, че различните култури дефинират и интерпретират различните феномени по различни начини и така перспективата и гледната точка на една култура не може да бъде използвана за разбиране и оценка на друга култура.
Моралният релативизъм отстоява схващенето, че разбирането за добро и зло са въпрос на социално споразумяване и съгласие и по този начин нямат универсална валидност.